# Banachek
Banachek, vlastním jménem Steve Shaw (* 30. listopadu 1960, hrabství Middlesex, Anglie), je americký mentalista.

## Život
Je autorem mnoha knih o mentalismu a objevitelem mnoha kouzelnických, zvláště mentalistických efektů, včetně Pennova & Tellerova chycení kulky a „pohřbení zaživa“. Ačkoli se narodil v Anglii a vychováván byl v Jižní Africe a Austrálii, s kouzelnictvím začal až po svém příjezdu do USA v roce 1976.
Je vyhledávaným poradcem předních bavičů a zvláště televizních kouzelníků z celého světa, jakými jsou například Penn & Teller, David Blaine, Lance Burton, James Randi nebo Criss Angel. Zasloužil se tak vlastně o rozšíření magie a mentalismu v amerických televizích víc než kterýkoli jiný konzultant magie na světě. Proslavil se také svými podvody vědců na Washingtonské univerzitě, když je donutil uvěřit, že jeho domnělé schopnosti při klamné zprávě Project Alpha z počátku osmdesátých let byly skutečné. Také se společně s Randim zúčastnil bádání o tvrzeních Petera Popoffa, které konečně odhalilo Popoffovy lži.

## Ocenění
Banachek obdržel dva roky po sobě ocenění APCA Bavič roku (Association for the Promotion of Campus Activities – Asociace za prosazení univerzitních aktivit) a také ocenění College Campus novelty act (Ocenění univerzitní koleje za inovaci). Získal také ocenění Psychic Entertainers Association's coveted awards for creativity in mentalism (Ocenění asociace psychických bavičů za kreativitu v mentalismu), cenu Dana Blackwooda za nezměrný rozvoj mentalismu a Dunningerovu cenu. V roce 2007 získala jeho kniha Psychological Subtleties 2 první místo v soutěži The Magic Woods Awards za nejlepší knihu.